# Furias Femeninas de Apokolips
Las Furias Femeninas de Apokolips son un grupo de mujeres guerreras y supervillanas que aparecen en los cómics publicados por DC Comics. Todas ellas son nuevos dioses que sirven a Darkseid. Operan directamente bajo Abuela Bondad, quien entrena a todos los soldados de Darkseid.

## Historial de publicaciones
Las Furias Femeninas aparecieron por primera vez en Mister Miracle #6 (febrero de 1972) y fueron creadas por Jack Kirby.
En noviembre de 2018, Furias Femeninas encabezó su propia miniserie de seis números de la escritora Cecil Castellucci y la artista Adriana Melo.

## Historia ficticia del equipo

### Primeros años
Las Furias Femeninas son Dioses Nuevos fanáticamente leales a Darkseid. Ellas han sido entrenadas por Abuela Bondad para servir como la fuerza de ataque de élite de Apokolips. Las luchas internas entre las Furias son comunes, generalmente para designar un líder para el grupo.
Después de que su primera líder Big Barda desertara a la Tierra para estar con su amante, Scott Free (alias Mister Miracle), Darkseid dio orden de muerte a la pareja, lo que provocó que el resto de las Furias Femeninas atacasen. Primero, Mad Harriet y Stompa emboscaron a Barda pero desaparecieron luego de debilitarla. Poco después, Barda encontró y agarró a Lashina antes de que pudiera atacar, aunque Lashina escaparía de las garras de Barda. Inmediatamente se produjo una pelea entre ellas, aunque Lashina se estaba teletransportando en el momento en que Barda la estaba derrotando. Después de rastrear una Caja Madre hasta la residencia de Funky Flashman, las furias esta vez aparecieron con Bernadeth. Al darse cuenta de que habían sido engañadas, las furias destruyeron su casa, aunque Funky Flashman lograría escapar arrojando a su asistente alos guerreros. Al no haber matado a Barda nia a Mister Miracle, las furias volverían a Apokolips.
Más adelante, cuando Barda regresó a Apokolips, reclutó a docenas de furias reclutas para ayudar a rescatar de nuevo a Mister Miracle. Gilotina sedujo a un guardia y lo mató, permitiendo que otras furias asaltaran la Sección Cero. En otro lado, Lashina tomó una publicación del director de la sección para descubrir dónde se encontraba Mister Miracle estaba cautivo en dicha sección. Las furias tendieron una emboscada a Abuela Bondad, que había estado observando la celebración de una fiesta sobre el juicio de Mister Miracle en el combate contra misericordiosa criatura llamada Lump. Bernadeth mantuvo a raya a Kanto con su cuchillo de fahren mientras que una enfurecida Barda estuvo a punto de asesinar a Abuela Bondad, hasta que supo que Mister Miracle había sobrevivido. Reunidos, Barda y Mister Miracle junto con Bernadeth, Lashina, Stompa, y Mad Harriet, regresaron a la Tierra
En la Tierra, las furias tuvieron poco tiempo para relajarse, ya que pronto fueron detenidas por la World Protective League. Cuando despertaron, se encontraban en una jaula detrás de un cristal grueso. Fácilmente lograron escapar debido a las poderosas garras de Mad Harriet y las botas de Stompa. También liberaron a Mike McCracken de la Agencia de las Naciones Unidas. Pronto fueron emboscados por una patrulla de seguridad, aunque las furias se deshicieron fácilmente de ellos. Las furias ayudaron a derrotar al jefe de la World Protective League, y Mike McCracken saboteó el edificio para que explotara en cuatro horas. Después de recuperar su mega-barra, Barda teletransportó al grupo a unlugar seguro.
Las furias, sin Mad Harriet, más adelante participaron en los trucos de Mister Miracle utilizando sus hazañas en su acto de escapismo. También se unieron en la batalla contra el Doctor Bedlam y sus animates. El grupo sería visto en la playa donde golpearon a algunos marines por interrumpir su día en la playa cuando nadaban. Lashina y Stompa posteriormente ayudaron a Barda y a Ted Brown a limpirar una nueva ubicación para el actor de Mister Miracle. Orión mencionó que Lashina y las furias les habían propuesto unirse a Nuevo Génesis en la guerra contra Apokolips.
En circunstancias desconocidas, las furias femeninas abandonaron a Barda en la Tierra y regresaron a Apokolips, donde presumiblemente serían castigadas por su intento de deserción y traición. Luego serían asignadas para comandar una unidad de máquinas automatizadas. Esto enojó mucho a las furias quienes intentaron rebelarse. De nuevo serían sometidas a castigos junto con Abuela Bondad por soldados Apokoliptanos con azotes eléctricos.

### El regreso aApokolips
Con el tiempo, finalmente las furias retomarían poco a poco su lealtad hacia Darkseid, por lo que poco a poco fueron retomando la confianza de su amo y señor. Así que les asignó la tarea de recuperar a Glorious Godfrey que se encontraba preso en la penitenciaria de Belle Reve. Él designó a Lashina como la nueva líder de las Furias, para consternación de Bernadeth. Las furias viajarían a la Tierra e irrumpieron en la prisión, luchando contra varios miembros del Escuadrón Suicida y capturando fácilmente su objetivo. Cuando las furias abrieron un Tubo de luz para regresar con Godfrey hacia Apokolips, Bernadeth traicionó a Lashina a quién la dejó varada en el planeta Tierra. lashina tomaría brevemente el nombre clave de Duquesa y se unió al Escuadrón Suicida hasta que pudo encontrar una forma de regresar a su planeta.

#### Lashinaregresa, y el castigo deDarkseid
Lashina, para poder regresar a su planeta, planeó llevar a miembros del Escuadrón para que le ayudara a regresar a Apokolips y logró secuestrar a varios otros como Big Barda. Cuando estaban en Apokolips, el Escuadrón Suicida luchaba contra las oleadas de Parademons. Finalmente, fueron confrontados por las Furias Femeninas y otros miembros de la Elite de Darkseid. Durante la batalla, Stompa luchó contra Vixen, pero terminó siendo derrotada por Barda. Mad Harriet luchó y derrotó a Shade, el Hombre Cambiante al usar sus propias energías contra él. La recién llegada Artemiz y su Cyberpak lucharon contra Nightshade, aunque la furia sufriría la derrota. Bernadeth esperó hasta que lashina se hubiera cansado de luchar contra otros, y luego la golpeó con su daga. Sin embargo, Lashina finalmente la derrotó, y le rompió el cuello, matándola. Esto deleitó a Abuela Bondad, quien dio la bienvenida a Lashina a su casa. Cuando se le preguntó qué deberían hacer con los miembros restantes del Escuadrón Suicida, Lashina respondió: "Vamos a matarlos, simplemente a matarlos". Antes de que pudieran terminar la lucha contra el Escuadrón, los Forever People aparecieron con los miembros del Escuadrón que se habían quedado en la Tierra. Su interferencia permitió que Big Barda y los demás cautivos pudiesen ser liberados y se defendieran, aunque la batalla llegaría a su fin cuando apareció Darkseid. Enfurecido por los recientes acontecimientos, y porque Lashina había traicionado a su lealtad y a Apokolips por haber traído humanos al planeta, revivió a Bernadeth y usó sus rayos omega para desintegrar a Lashina. Luego revivió a los miembros caídos del Escuadrón y les permitió que abandonasen Apokolips.
Mucho tiempo después, Abuela Bondad realizó una demostración de combate en su orfanato, mostrándoles a Bernadeth, Stompa, Mad Harriet, y Artemiz mientras estas estaban luchando contr aun grupo de aviones no tripulados Serie-9. La demostración fue interrumpida por Darkseid, quien les reveló que Mister Miracle había regresado a Apokolips, y quería que las furias le matasen. Entonces revivió a Lashina, aunque como castigo, mantuvo a Bernadeth como Líder del equipo de furias. Las furias lograron derrotar rápidamente a Mister Miracle y lo entregaron ante Darkseid en su sala del trono. Después de que sus camaradas de celda le ayudasen a escapar, Mister Miracle derrotó a las furias femeninas usando su jabón mágico milagroso.

### Las jóvenes reclutas: Nuevas Furias entran en escena

#### Seven Soldiers:Mister Miracle
Una segunda ola de furias femeninas fueron instruidas para formar parte del equipo principal, estaba compuesto por las jóvenes reclutas Gilotina, Malice Vundabar (la sobrina de Virman Vundabar), Bloody Mary y Speed Queen, en donde se les encomendó una misión a la tierra, causandoles problemas a Hawk y Dove. Las furias hicieron una aparición como antagonistas en la aclamada serie limitada, Seven Soldiers que escribió Grant Morrison, específicamente en la miniserie tie-in, titulada, Seven Soldiers: Mister Miracle. Aquí, las furias toman una identidad y una forma humana, junto con Darkseid y sus otros secuaces, y las furias aparecerían como prostitutas con Abuela Bondad actuando com su proxeneta. Intentando atraer la atención de Shilo Norman, el segundo Mister Miracle, cuando este llega al Dark Side Club, buscando al mismo Darkseid. Las furias, golpean a Shilo, y luego lo meten en la cajuela de un auto mientras lo atan y lo amordazan, finalmente lo torturan y lo incendian en un bosque. Más tarde se revela que es una ilusión provocada por la Sanción Omega de Darkseid.

### Miniseries limitadas,Wonder Girl,La muerte de los nuevos diosesyTitanes del Terror
Más tarde aparecen ayudando a Abuela en su plan para derrocar a los Dioses griegos, secuestrando a la Doctora Helena Sandsmark, para atraer a sus filas a Wonder Girl (Cassandra Sandsmark) durante los eventos de la serie limitada Wonder Girl. Después de las muertes de Mister Miracle (Scott Free) y Metrón durante los acontecimientos de la serie limitada La muerte de los nuevos dioses, la La Fuente declaró que Darkseid era el único nuevo Dios restante que quedaba vivo en la lista de los Infinity-Man. las únicas furias que no fueron asesinadas visiblemente, al momento de la miniserie, fueron Lashina, Stompa, Gilotina, Malice, Wunda y Artemiz; aunque al final de La muerte de los nuevos dioses se reitera que todos los Nuevos Dioses finalmente están muertos. Mientras que los Nuevos Dioses son asesinados, Abuela Bondad en paralelo orquestó la guerra de las amazonas contra el mundo al suplantar a la Reina Hipólita para entrenar a varias mujeres (como Harley Quinn o la misma Holly Robinson) como furias, y bajo los auspicios de convertirse en guerreras amazonas en nuevas furias femeninas. Esto parecería entrar en conflicto directamente con la miniserie Titanes del Terror,, donde se muestra a Lashina (en su forma humana) es una de las villanas y villanos que maneja el Dark Side Club) junto con Clock King. Ella sería vista de nuevo por última vez siendo electrocutada por el superhéroe juvenil Static, quien presumiblemente la entrega a las autoridades con el resto de los gladiadores de nivel superior que se encontraban en las instalaciones del Dark Side Club.

### Crisis Final
Luego del final del Cuarto Mundo, durante los sucesos de Crisis Final, la humanidad corrompida por la ecuación anti-vida y con la invasión de los Nuevos Dioses de Apokolips renacidos en cuerpos humanos, las furias femeninas renacen al crearse un nuevo grupo, donde las originales poseen los cuerpos de diferentes heroínas y villans de la Tierra, incluyendo a Wonder Woman, Catwoman y a Batwoman.

### Los Nuevos 52/DC: Renacimiento

#### Los Nuevos 52
Los Nuevos 52,atrajo un reboot en la continuidad del Universo DC, y presentó a una nueva furia femenina llamada Sweet Leilani. Abuela Bondad envió a Leilani a la Tierra para recuperar una Caja Madre. Ella descubrió que estaba en posesión del nuevo OMAC (Kevin Kho). Después de un combate, Leini fue derrotada y rápidamente se retiró jurando regresar con las otras furias femeninas. En circunstancias desconocidas, Sweet Leilani dejó las furias y desertó del ejército de Darkseid, junto con sus compañeras de equipo Enchanthrax y Thumpa, y formaron un grupo denominado las Féminas Fatales (Femmes Fatales). Juntas, formaron un culto a Yuga Khan. El líder de la secta, Aagog, envió a las Femmes Fatales a la Tierra para capturar a Beautiful Dreamer de los Forever People con la esperanza de resucitar a Yuga Khan. Después de sufrir la derrota de los Forever People, las guerreras aparecen inconscientes y fueron llevadas a bordo de una nave de Apokolips, y fueron reunidad por Lashina y Abuela Bondad, las cuales mencionaron que se acercaba una guerra y que lo único que necesitan es el tipo de amor que sólo la Abuelita les puede dar.

##### La guerra de Darkseid
Durante los acontecimientos del arco de la serie Justice League, titulado, La guerra de Darkseid, Kanto y Lashina fueron a la Tierra en busca de la amazona Myrina Black, que había dado luz a un hijo de Darkseid, llamada Grail. Después de la muerte de Darkseid, Lashina, Kanto, y Kalibak se encontraron con Wonder Woman, Mister Miracle y a varios héroes. Los Nuevos Dioses estuvieron cerca de derrotar a los héroes hasta que Big Barda apareció, lo que hizo retroceder a los villanos. Barda propuso un cese al fuego con Lashina, pero Lashina se negó, declarando que las furias nunca dejarían de perseguirla.
Más tarde, Barda regresaría a Apokolips e hizo un pacto con las furias. Barda estaría dispuesta a regresar al grupo si la ayudaban a derrotar a Grail y proteger a Mister Miracle, mientras que Grail y Darkseid siendo esclavo revivido estaba a punto de derrotar a Wonder Woman, Mister Miracle y a loa demás héroes, Barda apareció a través de un Tubo de luz junto a Lashina, Bernadeth, Mad Harriet, Steppenwolf, Kanto y Kalibak. Trabajando en conjunto con los héroes, las furias pudieron derrotar a Grail y separar del control a Darkseid de la ecuación Anti-Vida. En la explosión que siguió Darkseid y Grail desaparecen. Big Barda le revela la verdad a Mister Miracle que se iba con las furias a Apokolips.

#### DC: Renacimiento
Luego de concluido el evento de La guerra de Darkseid, Lex Luthor se convirtió temporalmente en el gobernante de Apokolips, junto con las furias, se mantuvieron a Darkseid, y esperaron su regreso en las afueras de Apokolips. Una Caja Madre teletransportó misteriosamente a Lois Lane, a Superman y a Superboy (Jon Kent) a Apokolips. Abuela Bondad, junto con Lashina, Stompa y Mad Harriet así como otras nuevas furias reclutas sin nombre, tomaron a Lois cautiva. Sin embargo, después de ser emboscada por un gusano de draga, Lois logró ganarse la confianza de las furias, ayudándolas en la batalla. Abuela invitó a Lois a unirse a las furias y reemplazar a una furia caída. Cuando una furia diferente se opuso a la incorporación de Lois, Abuela le recordó a Alianna Hubbard, la primera humana en unirse a sus filas. Más tarde, Abuela le ofreció carne cocinada a Lois Lane y le recordó que las furias son familia.
Abuela Bondad y las furias, junto con Lois, se dirigieron hacia la ciudadela principal de Apokolips. En el camino, descubrieron a Kalibak, que había capturado a Superman y a Lex Luthor. Cuando Abuela Bondad regaño a Kalibak, este atacó, y se pronto se produjo una batalla entre las furias y las fuerzas de Kalibak. Durante la batalla, Lois Lane rescató a Superman quién atacó a Kalibak. Antes de que pudiera ser derrotado, Kalibak usó su máquina para absorber las fraguas incendiarias de Apokolips. Superman seriamente debilitado, y, con la batalla en pleno auge, se había intensificado,, justamente cuando el hijo de Superman, Superboy (Jon Kent), domó los perros hambrientos de Apokolips.
Mientras la batalla continuaba, Lashina y Mad Harriet atacaron a Superman, mientras que Abuela luchó contra Kalibak. Cuando Lois salió en la defensa de Superman, las furias se volvieron contra ella, alegando que al cuidar a un hombre, eslla estaba menospreciando el progreso de asimilación de hermandad que Lois se había ganado con ellas. Sin embargo, Lois logró derrotar a las furias con su lanza. Más adelante, Lashina, Stompa, y Mad Harriet fueron vistas vestidas con harapos en una celda de la prisión después de que Superman tomase el liderazgo temporal y provisional en Apokolips.

## Membresía

### Furias principales originales
| Miembros    | Primera aparición                   | Historia |
| ----------- | ----------------------------------- | --- |
| Bernadeth   | Mister Miracle #6 (febrero de 1972) | Bernadeth es la hermana menor del asistente personal de Darkseid, Desaad, y una de las furias femeninas originales. Después de que Barda abandonase el grupo para estar con su amante, el Mister Miracle (Scott Free), Bernadeth intentó asumir relevo como líder de las furias. Sin embargo, Darkseid había designado a Lashina como líder. Durante su primera misión sin Barda, Bernadeth traicionó a Lashina y la dejó en la Tierra a su suerte. Lashina regresó a Apokolips con el Escuadrón Suicida, y finalmente mató a Bernadeth. Darkseid, enfurecido por lo que Lashina trajo a extraños a Apokolips, resucitó a Bernadeth y desintegró a Lashina. Más tarde, Lashina fue revivida por Darkseid, y como castigo, las dos comparten el liderazgo. En Los Nuevos 52, Bernadeth ayudó a Big Barda a derrotar a Grail a cambio del regreso de Barda a las Furias. El arma preferida de Bernadeth es el Fahren-Knife, una daga que quema a sus víctimas desde adentro.Ella fue asesinada por infinity-man en la muerte de los nuevos dioses. |
| Big Barda   | Mister Miracle #4 (octubre de 1971) | Big Barda es la líder original de las furias femeninas que desertaron a la Tierra debido a que se había enamorado del superhéroe de los Nuevos Dioses de Nuevo Génesis, Mister Miracle. Ella a menudo lucharía contra sus antiguas compañeras en los últimos años. En Los Nuevos 52, durante la Guerra de Darkseid, Big Barda aceptó regresar como líder de las furias femeninas a cambio de su ayuda para derrotar a la hija de Darkseid, Grail. Más tarde, regresaría con Mister Miracle en la miniserie Mister Miracle, y le revela a Scott Free que está embarazada, a pesar de que Scott está condenado a muerte por un crimen.aunque barda moriria en la muerte de los nuevos dioses. |
| Lashina     | Mister Miracle #6 (febrero de 1972) | Lashina es una de los miembros fundadoras de las Furias Femeninas, y a menudo la líder del grupo. Después de que Big Barda dejase el grupo para estar con su amante Mister Miracle, Lashina fue nombrada líder por Darkseid. Bernadeth, celosa de Lashina por haber deseado el liderazgo de las Furias, traicionó a Lashina durante su primera misión y la dejó varada en la Tierra. Lashina, que había perdido sus recuerdos después de recibir unos disparos varias veces, tomó el nombre de Duquesa y se unió al Escuadrón Suicida. Más adelante, ella recuperaría sus recuerdos y llevó al Escuadrón Suicida a Apokolips en un intento por vengarse de Bernadeth y reclamar su liderazgo de las Furias. Darkseid, disgustado con Lashina por traer humanos al planeta, la mató y después revivió a Bernadeth. Mucho tiempo después Lashina más tarde sería resucitada por Darkseid, que creía que había sido castigada el tiempo suficiente. Durante Crisis Final, Lashina poseyó el cuerpo de Catwoman. Durante Los Nuevos 52, Lashina es de nuevo una miembro prominente de los Nuevos Dioses y se une a Kanto para perseguir a la amazona Myrina Black. Más tarde, aparece con las otras Furias después de que Barda hace un pacto con ellas, intercambiando su servicios con ellas a cambio de su ayuda en la batalla contra Grail y para intentar liberar del control mental a Darkseid. Lashina empuña varios látigos de acero afilados como cuchillas que puede cargar con electricidad. |
| Mad Harriet | Mister Miracle #6 (febrero de 1972) | Mad Harriet es una guerrera demente, loca y con una personalidad letalmente pelígrosa, es una de las miembros originales de las Furias Femeninas. Es el miembro más impredecible del grupo, Harriet es ferozmente leal a Darkseid. En un momento, Mad Harriet es capturada por los dioses de Nuevo Génesis, pero finalmente es devuelta a Apokolips. Ella también se hizo amiga brevemente de Harley Quinn. Durante la Muerte de los Nuevos Dioses, Mad Harriet fue asesinada por un aluvión de disparos destinados a matar a Mary Marvel. Posteriormente, ella poseyó el cuerpo de Batwoman durante Crisis Final. Con Los Nuevos 52, Mad Harriet reaparece con las otras Furias Femeninas mientras luchan contra Grail y un controlado Darkseid que está siendo controlado con la Ecuación de la Anti-Vida, a cambio de que Big Barda regrese a las Furias. Mad Harriet usa sus garras afiladas que emiten una poderosa energía. Ella se refiere a sus garras como "picos de poder". |
| Stompa      | Mister Miracle #6 (febrero de 1972) | Stompa es una mujer gigante y uno de las miembros originales de las Furias Femeninas. Stompa es el miembro que físicamente es el más poderoso y resistente del grupo. En algún momento, Stompa se le creyó muerta después de ser apuñalada por la lanza de Big Barda, aunque más tarde apareció con una condición saludable. Durante Crisis Final, Stompa poseyó el cuerpo de Giganta, y se hacía llamar Gigantrix. Durante Los Nuevos 52, Stompa reaparece con las otras Furias Femeninas mientras luchan contra Grail y un controlado Darkseid que está siendo controlado con la Ecuación de la Anti-Vida, a cambio de que Big Barda regrese a las Furias. Stompa usa sus "Botas sísmicas", que le permiten crear terremotos y temblores pisoteando el suelo. |

### Reclutas posteriores
| Miembros             | Primera aparición                                     | Historia |
| -------------------- | ----------------------------------------------------- | --- |
| Alianna Hubbard      | Mister Miracle #25 (septiembre de 1978)               | Alianna Hubbard es la primera humana en ser entrenada como Furia Femenina, la Abuela bondad resolvería la disputa de sus padres y perfeccionaría su destreza física a cambio de que Ali la recompensara probando esas habilidades en combate. La Abuela envió a Ali a atacar la recién adquirida casa de Scott Free en California, donde Ali usó su agilidad, fuerza y resistencia para contener a Scott como si fuera una "trampa viviente". Finalmente, Ali venció a Scott y se lo entregó a la Abuela, pero su negativa a matar a Scott exasperó a la Abuela hasta el punto de casi matarla de frustración. Scott se recuperó lo suficiente como para atacar a la Abuela y defenderse, pero la Abuela se marchó informando a Ali de que ya había matado a sus padres en venganza por su insubordinación. Se desconoce qué le ocurrió a Ali después. |
| Artemiz              | Suicide Squad #35 (noviembre de 1989)                 | Artemiz (También referida como Artemis) es una cazadora que maneja un arco largo y controla un grupo de perros cibernéticos. Artemiz fue reclutada para las Furias Femeninas por Abuela Bondad después de que se creyera que Lashina había muerto. Ella ha aparecido con muy poca frecuencia junto con las demás Furias. |
| Bloody Mary          | Hawk and Dove #21 (febrero de 1991)                   | Bloody Mary es una vampira de energía formada entre las jóvenes furias femeninas. Ella tiene habilidades hipnóticas, además de poseer una capacidad para absorber la energías vital de sus víctimas. Ella fue asesinada por Infinity-Man durante la historia de la Muerte de los Nuevos Dioses, y desde entonces, no ha vuelto a parecer o a ser revivida. |
| Gilotina             | Mister Miracle #8 (mayo de 1972)                      | Gilotina es una de las Furias femeninas más jóvenes, aunque fue vista por primera vez mucho antes de que se formasen las Furias juveniles. Gilotina finalmente dejaría a las Furias después tener misiones fallidas, y fue invitada por Superboy para que se uniese al Proyecto Cadmus. Más tarde, regresó con las Furias e inexplicablemente se convirtió en su líder, al desafiar a la recién llegada recluta, Precious durante un combate. Su liderazgo fue efímero, y desde entonces, Gilotina no se le ha visto. Gilotina posee la capacidad para cortar a través de cualquier material (generalmente con un golpe de karate). En historias posteriores, se la ve empuñando un par de espadas. |
| Knockout             | Superboy #1 (febrero de 1994)                         | Knockout fue anteriormente un miembro de las furias femeninas, pero desertó como también lo había hecho Big Barda, escapando de Apokolips y decidió vivir en la Tierra. Más tarde se convirtió en miembro de Secret Six, donde fue asesinada por Infinity-Man durante la historia la Muerte de los Nuevos Dioses. |
| Lois Lane            | Action Comics #1 (junio de 1938)                      | Lois Lane es la reportera del Daily Planet y el principal interés amoroso de Superman. Lois Lane fue invitada por Abuela Bondad para unirse a las Furias Femeninas después de que ella demostrase a sí misma en el combate contra un Gusano de Draga gigantesco. |
| Malice Vundabar      | Hawk and Dove #21 (febrero de 1991)                   | Malice Vundabar es la sobrina de Virman Vundabar y tiene el aspecto de una chica joven e inocente. Su apariencia es un engaño, ya que ella es en realidad una miembro valiosa de las jóvenes furias femeninas. Si bien, ella rara vez lucha contra ella misma, tiene una fuerza sobrehumana estándar, velocidad y resistencia de un Nuevo Dios. Por lo general, usa a su mascota sombra demonio llamada Chessure para matar a sus enemigos. Ella fue una de las pocas furias de los Nuevos Dioses cuya muerte no se vio durante la historia de la Muerte de los Nuevos Dioses. |
| Speed Queen          | Hawk and Dove #21 (febrero de 1991)                   | Speed Queen es miembro de las jóvenes Furias femeninas. Ella usa unos patines que le permiten moverse a una velocidad increíblemente rápida. Ella fue asesinada por Infinity-Man durante la historia de la Muerte de los Nuevos Dioses, y no se le ha visto desde entonces. |
| La madre de Twilight | Supergirl #27 (diciembre de 1998)                     | Su nombre es desconocido, la madre de las gemelas Molly (Twilight) y Jane, escapó de Apokolips y se llevó a sus hijas con ella para criarlas en la tierra, donde eventualmente una de ellas se convirtió en una villana de Supergirl. |
| Mortalla             | Orión Vol 1 #6 (Noviembre de 2000)                    | Mortalla es una de las jóvenes Furias Femeninas, afirmó provenir de la Tierra y haber sido secuestrada por Desaad para convertirse en la concubina de Darkseid. Todo esto se debía a su parecido con Suli, la difunta esposa del déspota, ella fue asesinada por infinity-man en la muerte de los nuevos dioses. |
| Precious             | Superman / Batman #9 (abril de 2004)                  | Precious es una guerrera criada por la Abuela Bondad. Precious deseaba reemplazar a Big Barda como líder de las Furias Femeninas. Desafortunadamente, no sobrevivió a su prueba final: una lucha contra el resto de las Furias. |
| Wunda                | Seven Soldiers: Mister Miracle #1 (noviembre de 2005) | Wunda es la última incorporación de las jóvenes Furias Femeninas. Ella es una Nuevo Dios de piel oscura con poderes basados en la manipulación de la luz. Usurpó el cuerpo de la Mujer Maravilla durante la Crisis final ya que Gigantrix se refirió a ella como Wunda. |
| Aurelie              | Mister Miracle #9 (junio de 1972)                     | Aurelie es una de las Furias Femeninas que se fue de Apokolips a Nueva Genesis y se quedo para vivir junto con su amado, Himon y su hija, Bekka. Deseaba ser bailarina, pero bailar era un delito en Apokolips. Las Furias Femeninas posteriormente descubrieron el paradero de Aurelie y la regresaron a Apokolips, aunque Big Barda deseaba ayudar a Aurelie no pudo hacer nada, posteriormente fue asesinada por Willik tras su interrogatorio. Aurelie también apareció en la miniserie Furias Femeninas (2019) como la líder de las Furias Femeninas. |
| Hammer Harleen       | Batman: Harley Quinn #1 (octubre de 1999)             | Harley Quinn quien recibió el nombre de Hammer Harleen por la Abuela Bondad que la reclutó para capturar a una Furia Femenina desertora llamada Petite Tina. |
| Petite Tina          | Harley Quinn Vol 3 #45 (septiembre de 2018)           | Petite Tina es una antigua Furia Femenina que se rebeló contra Apokolips y formó una resistencia. Harley Quinn, como una de las Furias Femeninas y con el nombre de Hammer Harleen, se hizo amiga de Petite Tina durante toda su estancia en Apokolips. |
| Malstrom             | Superman/Supergirl: Maelstrom #1 (noviembre de 2008)  | Malstrom es una Furia Femenina que deseaba en convertirse en la esposa de Darkseid y reina de Apokolips, pero solo conseguiría eso si mataba a Superman. Fracasó en su misión, Darkside la tortura y la exilia de Apokolips por su fracaso en la misión. |

### Féminas Fatales
Son el resultado de una desaparición de unas reclutas jóvenes en el Batallón de las Furias Femeninas, puesto que estas cuatro mujeres desertaron luego de fallar en una misión. Asimismo, se unieron al Culto de Yuga Khan. Fueron recuperadas por Abuela Bondad y presumiblemente regresaron a las filas de las Furias.
| Miembros      | Primera aparición                                       | Historia |
| ------------- | ------------------------------------------------------- | --- |
| Enchanthrax   | Infinity Man and the Forever People #7 (marzo del 2015) | Enchanthrax es la miembro más poderosa de las Féminas Fatales. Ella tiene la capacidad de paralizar a sus víctimas con un solo toque. Ella es capaz de matar con el tacto si el sujeto está debilitado. |
| Killsandra    | Infinity Man and the Forever People #7 (marzo del 2015) | Killsandra es una guerrera temible y sanguinaria de las Féminas Fatales que empuña un tridente asimétrico y un escudo afilado y puntiagudo.                                                             |
| Sweet Leilani | O.M.A.C. #5 (marzo del 2012)                            | Sweet Leilani es la líder de las Féminas Fatales. Ella comparte muchas similitudes con Lashina, de la que presumiblemente tiene un profundo odio por ella.                                              |
| Thumpa        | Infinity Man and the Forever People #7 (marzo del 2015) | Thumpa es una mujer musculosa y más alta de las Féminas Fatales que empuña un martillo grande. Ella comparte muchas similitudes con Stompa.                                                             |

### Las Furias Femeninas deCrisis Final
Durante los acontecimientos de Crisis Final, el cuerpo de varias heroínas y villanas fueron usurpadas para convertirlas en furias, no obstante, estas candidatas se les fue usurpada para recibir un lavado de cerebro así como permitir ser ocupado por el alma de alguna de las furias femeninas originales, y así poder convertirse en miembros, entre las cuales se destacan:
- Batwoman: Kate Kane fue una de las heroínas de la Tierra que le lavaron de cerebro que terminó sirviendo a Darkseid en Crisis Final. Su cuerpo sirvió para ser la anfitriona de la difunta Mad Harriet.
- Catwoman: Selina Kyle, uno de las muchas villanas/heroínas que le lavaron de cerebro que terminó sirviendo a Darkseid en Crisis Final. Su cuerpo sirvió para ser la anfitriona de la difunta fallecida Lashina.
- Giganta - Renombrado Gigantrix, Giganta que le lavaron de cerebro que terminó sirviendo a Darkseid en Crisis Final. Su cuerpo sirvió para ser la anfitriona de la difunta Stompa, además de que portaba un uniforme haciendo referencia a Stompa, además se hizo referencia al pasado de Giganta como simio. Su inteligencia había sido limitada debido a su lavado de cerebro.
- Mujer Maravilla - Renombrado Wondra, La Mujer Maravilla le lavaron el cerebro a causa de la Ecuación Anti-Vida y el virus Morticoccous en Crisis Final #3. Ella sirvió como la nueva líder de las furias en su búsqueda por perseguir a todos los superhéroes y supervillanos que escaparon de las garras de Darkseid y utilizaban una máscara que se asemejaba a un mono con una barbilla cornuda.
- Kara Zor-El - Supergirl: Le fue lavado el cerebro por el mismo Darkseid.

## Otras Versiones

### Amalgam Comics
- En la serie crossover de Marvel/DC, titulada, Unlimited Access #1-4, las furias aparecen miembros de los Nuevos Dioses. Solo dos de las Furias se amalgamarían con personajes de Marvel: Lashina y Scarlet Witch se fusionan convirtiéndose en Red Lash, y Stompa y Blob se fusionan convirtiéndose en Blobba. Bernadeth y Mad Harriet también aparecen en la serie, sin embargo, no se fusionan con ningún personaje de Marvel.[30]

### Flashpoint
- En la realidad alterada del Universo DC conocida como Flashpoint, las Furias son reclutadas por Wonder Woman, quien incorpora a dicho ejército que está formado por: Arrowette, Cheetah, Cheshire, Giganta, Hawkgirl, Huntress, Katana, Lady Vic, Silver Swan, Starfire, Terra y Vixen, y les propone que se unan a ella en la guerra contra Atlantis.[31]

### Ame-Comi Girls
- En el universo Ame-Comi Girls, las furias femeninas son piratas espaciales lideradas por Big Barda. El equipo está formado por Barda, Stompa, Mad Harriet, Lashina, Bloody Mary y Speed Queen.

### Sensation Comics presenta a Wonder Woman
- Las furias femeninas aparecen en la historia "Cave for Fire", donde descubren que Wonder Woman ha viajado a Apokolips. Juntas, Lashina, Stompa y Mad Harriet persiguen y derrotan a Wonder Woman, y la arrojan a los fozos de fuego de la muerte del planeta. La Mujer Maravilla sobrevive, y luego lucha contra las Furias una vez más (esta vez contra Bernadeth también), aunque Darkseid da por concluida la batalla y permite que Wonder Woman regrese a casa.

## Apariciones en otros medios

### Televisión
- Bernadeth, Lashina y Stompa, junto a Abuela Bondad aparecen en la serie de Superman: The Animated Series, en los episodios Little Girl Lost (parte 1 y 2).
- las furias reaparecerían en la serie animada de la Liga de la Justicia Ilimitada (esta vez incluyendo a Bernadeth), sirviendose sus servicios a Abuela Bondad, a Virman Vundabar y a los lugartenientes Kanto y Mantis. Posteriormente regresarían en el episodio Twillight, donre renacería Darkseid.
- Stompa y Lashina aparecieron en el episodio de Batman: The Brave and the Bold en el episodio Duelo de The Double Crossers".
- Las furias femeninas aparecieron en la décima y última temporada de Smallville en el episodio "Abandoned".
- Big Barda, Stompa, Mad Harriet, Artemiz y Speed Queen aparecieron en el especial televisivo de DC Super Hero Girls titulado, "Super Hero High". Además, Abuela Bondad es la villana principal, que durante la primera temporada de la web-serie, es una bibliotecaria encubierta del Hero High. Barda finalmente deja el equipo.
- Las Furias Femeninas aparecieron en la serie animada Justice League Action. Los miembros conocidos son: Bernadeth y Lashina, junto a Abuela Bondad en el episodio "Tomará un milagro".
- Big Barda, Lashina y Gilotina aparecen en el episodio "Influence" de Young Justice: Outsiders, pero no tienen diálogo.

### Películas
- Las furias femeninas aparecieron en la película animada, Superman/Batman: Apocalypse. Las Furias que aparecen en la película son Gilotina, Mad Harriet, Lashina y Stompa, y todavía se menciona que Abuela Bondad las entrenó. Big Barda también aparece, aunque como desertora y ayudando a Superman y a Batman a liberar a la prima del Hombre de Acero. También hay una mujer llamada Treasure (un guiño al personaje Precious).
- Las Furias Femeninas aparecen en la película de animación DC Super Hero Girls: Intergalactic Games. El equipo está formado por Lashina, Stompa, Mad Harriet, Artemiz y a Speed Queen, junto a Abuela Bondad liderando el grupo.
- Lashina, Mad Harriet y Artemiz aparecen en la película de LEGO DC Super Hero Girls: Brain Drain.
- Las Furias aparecen en el Universo de Películas Animadas de DC.
  - Knockout, que aparece en Suicide Squad: Hell to Pay, se representa como una antigua Furia femenina que escapó de Apokolips hace un tiempo desconocido.
  - En Justice League Dark: Apokolips War, las Furias son representadas como antiguas heroínas y cyborgs con lavado de cerebro bajo el control de Darkseid antes de ser liberadas.
- Ava DuVernay reveló que las Furias Femeninas aparecerán en New Gods.[32]

### Videojuegos
- Big Barda, Lashina, Stompa y Mad Harriet aparecen en DC Universe Online.
- Varias Furias Femeninas aparecen en Scribblenauts Unmasked: A DC Comics Adventure. Big Barda, Bernadeth, Lashina, Stompa, Mad Harriet, Artemisa, Gilotina, Speed Queen, Bloody Mary y Wunda son personajes capaces de ser utilizados por el jugador.
- Darkseid a menudo hace referencia a las Furias durante su introducción contra oponentes femeninas en Injustice 2. También se hace referencia a ellas en el legendario evento multiverso de Supergirl titulado "Looks Familiar", en el que Supergirl de Krypton 4128 es la líder de las Furias Femeninas.
- Las Furias Femeninas aparecen en Lego DC Super-Villains.[33] Su grupo está formado por Lashina (con la voz de Grey DeLisle), Stompa (con la voz nuevamente de Diane Delano) y Mad Harriet (con la voz de Cree Summer).